# پل اودونوان
پل اودونوان (انگلیسی: Paul O'Donovan؛ زادهٔ ۱۹ آوریل ۱۹۹۴) ورزشکار روئینگ اهل جمهوری ایرلند است.
وی در مسابقات کشوری و بین‌المللی در مجموع برندهٔ ۵ مدال طلا، ۳ مدال نقره، ۱ مدال برنز شده‌است.